# Ensemble Herfst, Winter, Zomer en Lente
L'ensemble Herfst, Winter, Zomer en Lente (signifiant en français : ensemble Automne, Hiver, Été et Printemps) est un groupe de quatre immeubles réalisés par l'architecte Jos Bascourt en 1899 dans le style Art nouveau à Anvers en Belgique (région flamande).
Cet ensemble est classé et repris sur la liste des monuments historiques de Berchem depuis le 7 juillet 1975.

## Situation
Ces quatre maisons se font face au niveau du carrefour de  Waterloostraat et de Generaal van Meerlenstraat, deux artères résidentielles du quartier de Zurenborg à Berchem au sud-est d'Anvers comptant de nombreuses autres réalisations de style Art nouveau. Chaque maison occupe l'angle du carrefour mais toutes sont répertoriées sur Generaal van Meerlenstraat aux nos  27, 28, 29 et 30.

## Description

### Façades
Il s'agit d'un ensemble de quatre maisons similaires possédant chacune trois niveaux (deux étages) et trois façades (deux façades latérales et une façade d'angle). Les maisons sont construites en brique blanche agrémentée de quelques doubles bandeaux de brique rouge (Herst et Winter) ou verte (Zomer et Lente). Les soubassements sont réalisés en pierre bleue. Les baies sont rectangulaires et sous linteaux en fer. Chaque façade latérale comporte un oriel à base triangulaire placé au premier étage et s'appuyant sur une console en pierre de taille. Les corniches à modillons reprenant les couleurs rouges ou vertes sont surmontées par des frises en adéquation avec le thème de la maison. Les toitures sont plates.

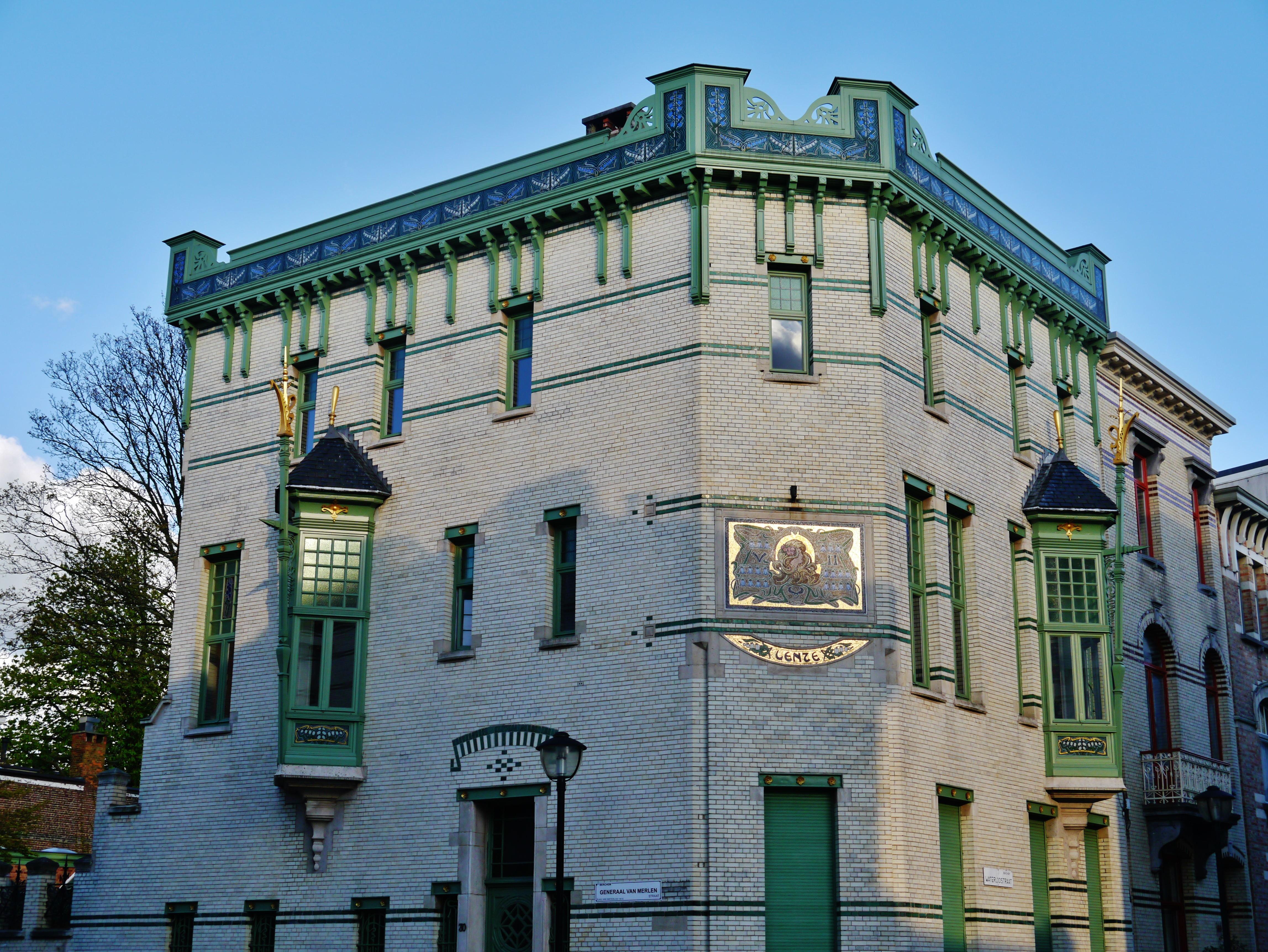
Maison Lente
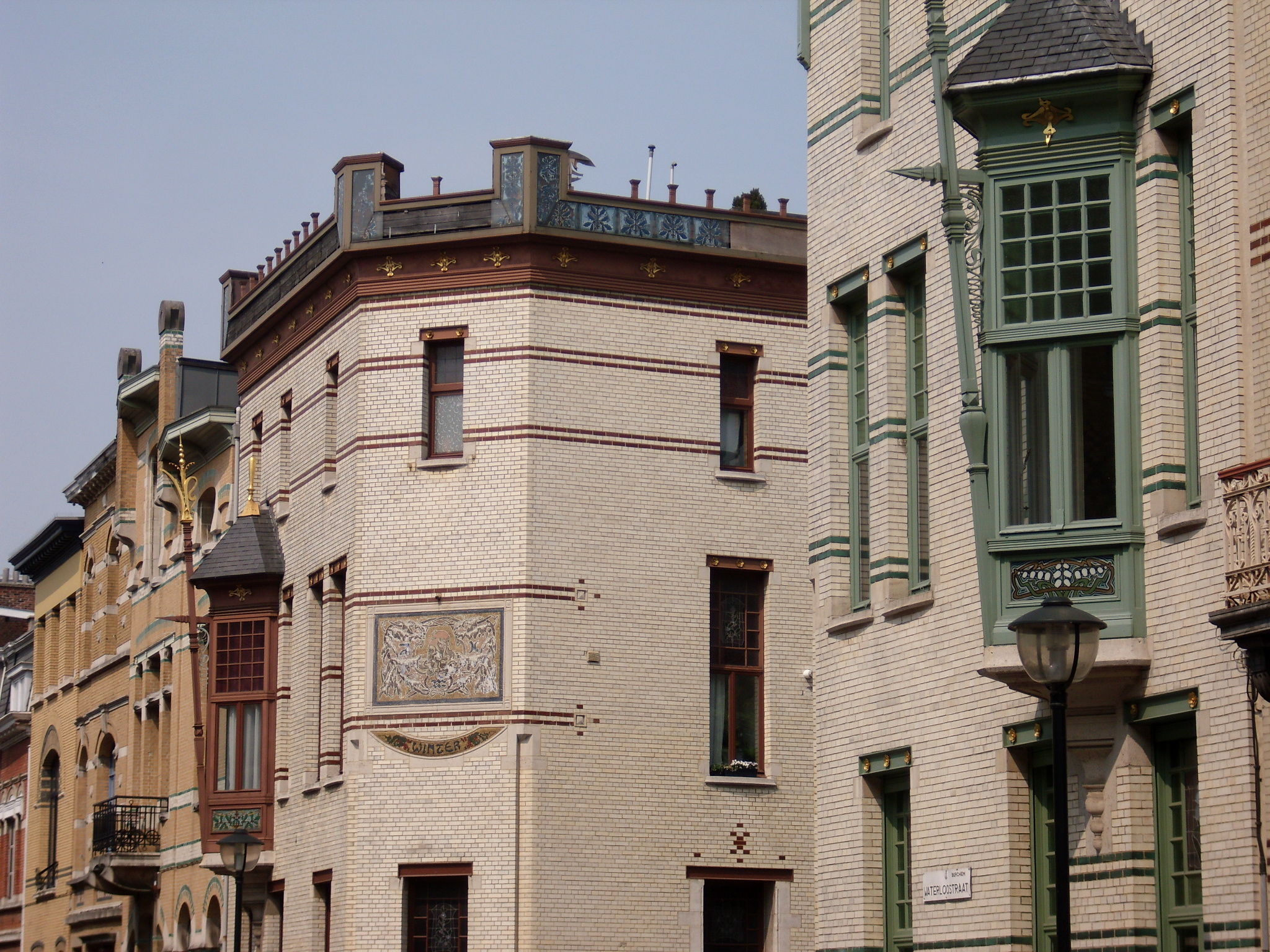
Maisons Winter et Lente

### Mosaïques
Sur la façade d'angle de chaque maison, figurent deux mosaïques. Une principale rectangulaire représente un buste de jeune femme (de vieillard pour Winter) entouré d'un décor végétal, floral ou fruitier ainsi que les symboles des trois signes zodiacaux de chaque saison. En dessous, une mosaïque courbe plus petite reprend le nom néerlandais de la saison qui est celui de la maison. 

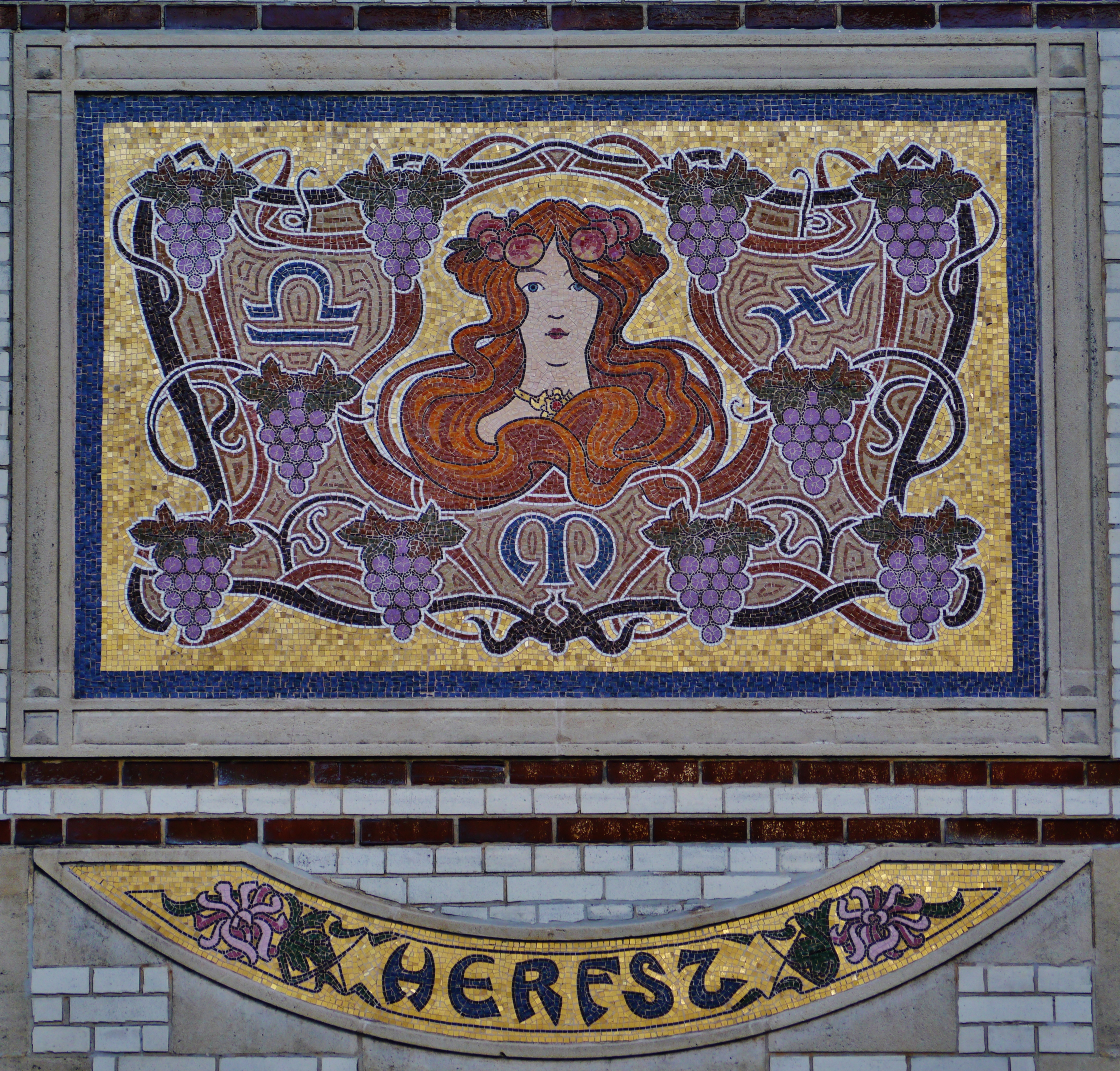
Mosaïques Herfst (Automne)
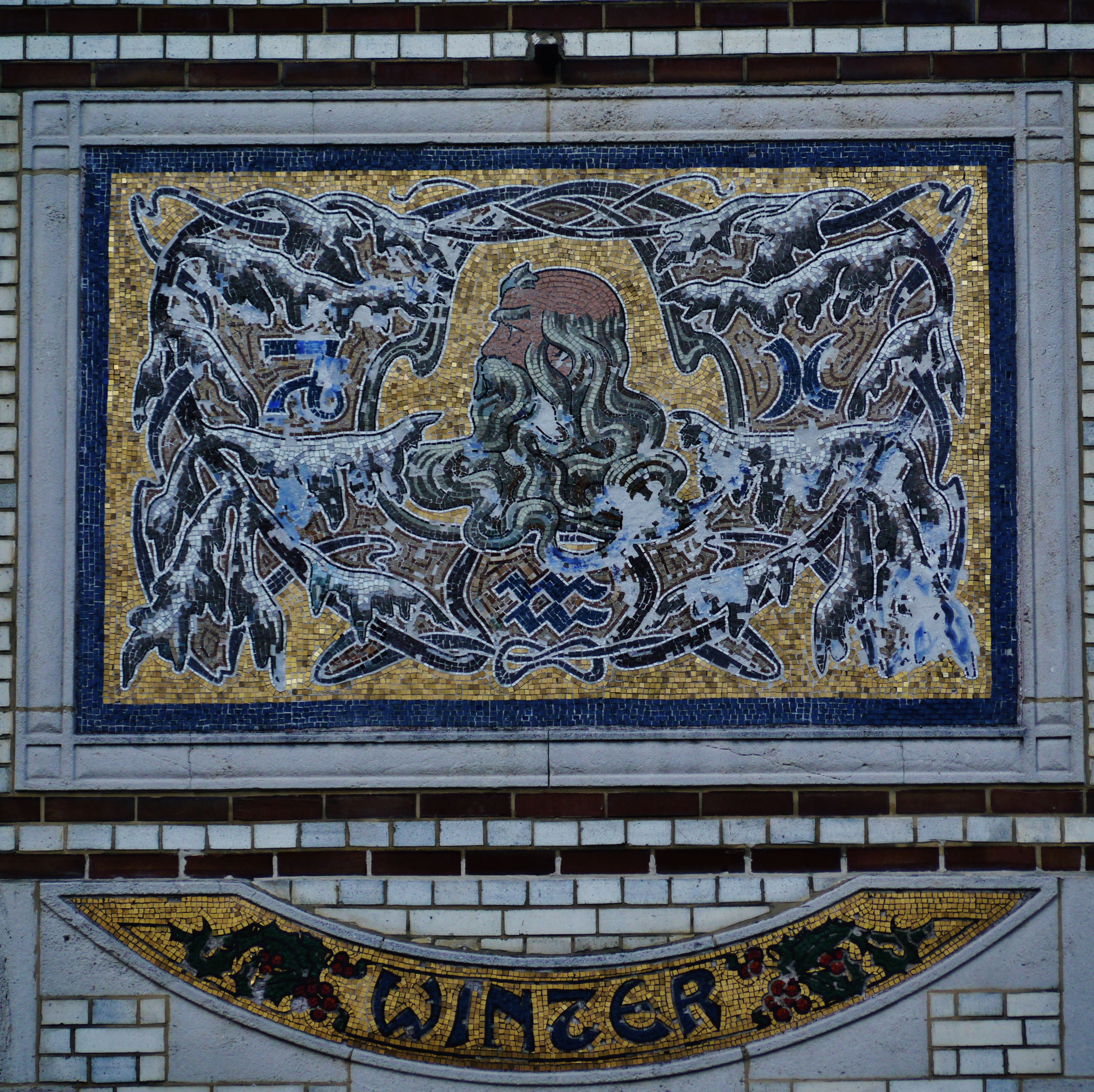
Mosaïques Winter (Hiver)
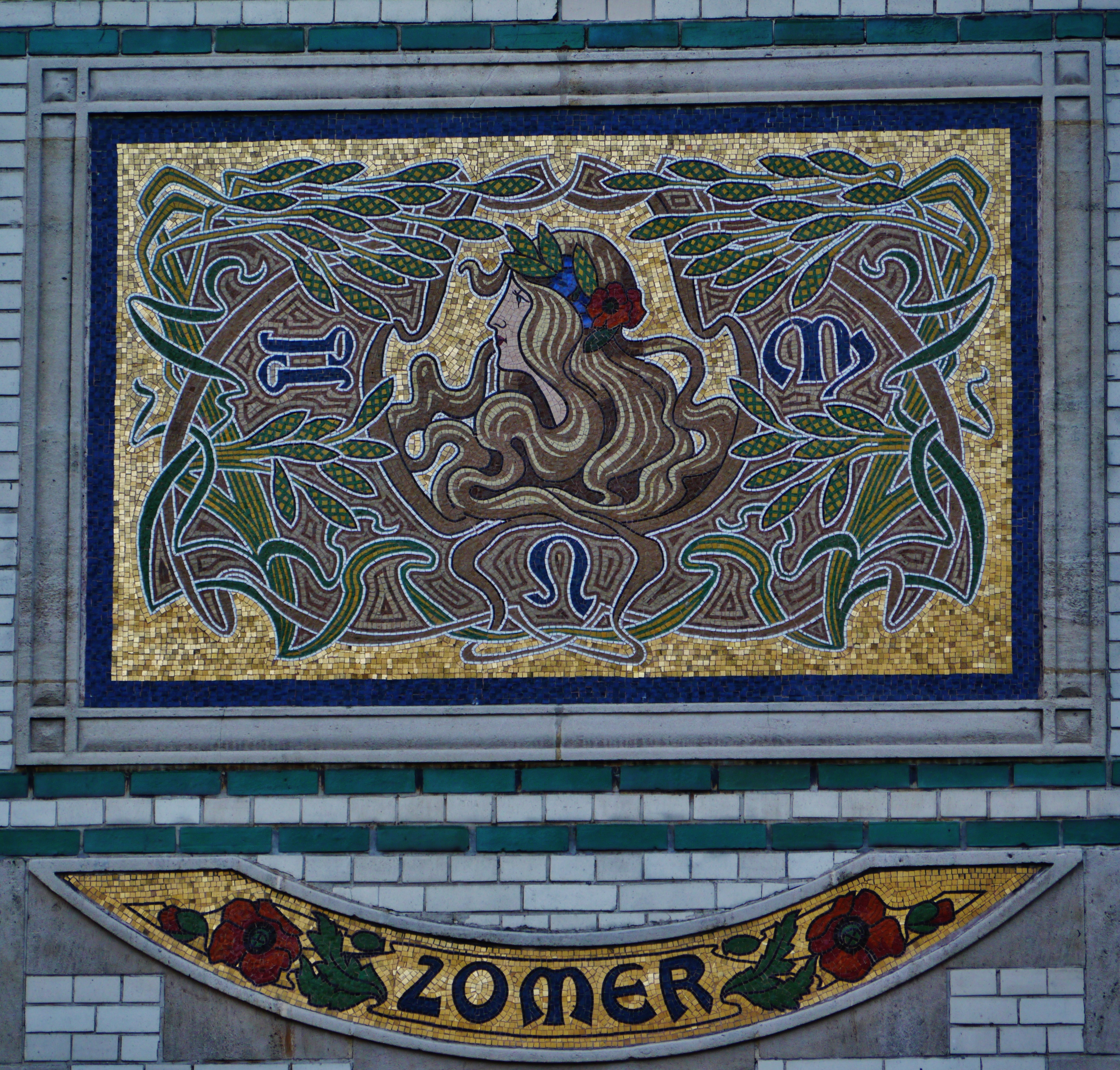
Mosaïques Zomer (Été)
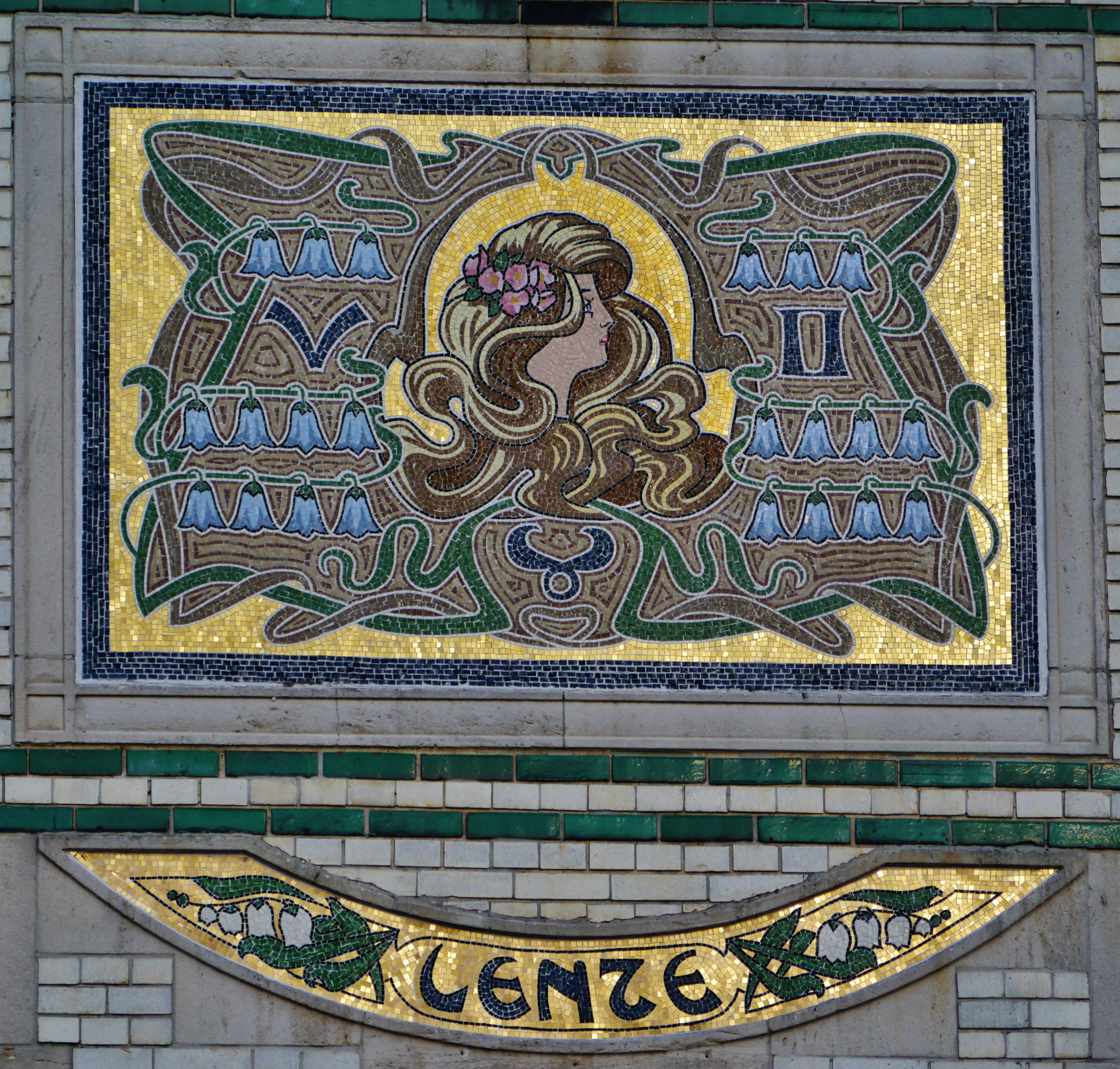
Mosaïques Lente (Printemps)

## Source
- (nl) https://inventaris.onroerenderfgoed.be/erfgoedobjecten/11116